# انریکا ماریا مودونیو
انریکا ماریا مودونیو (ایتالیایی: Enrica Maria Modugno؛ زادهٔ ۵ اوت ۱۹۵۸) بازیگر اهل ایتالیا است که در سال ۱۹۹۲ نامزد دریافت جایزه جینی بهترین بازیگر زن شد.
از فیلم‌ها یا برنامه‌های تلویزیونی که وی در آن نقش داشته است، می‌توان به کائوس اشاره کرد.